# Olha Shcherbatyj
Olha Kostiantynivna Shcherbatyj (en ucraniano: Ольга Костянтинівна Щербатих; Rovenki, URSS, 2 de mayo de 1988) es una deportista ucraniana que compitió en gimnasia artística.
Ganó dos medallas de plata en el Campeonato Europeo de Gimnasia Artística, en los años 2004 y 2006. Participó en los Juegos Olímpicos de Atenas 2004, ocupando el cuarto lugar en la prueba por equipos.

## Palmarés internacional
| Campeonato Europeo | Campeonato Europeo       | Campeonato Europeo | Campeonato Europeo   |
| Año                | Lugar                    | Medalla            | Prueba               |
| ------------------ | ------------------------ | ------------------ | -------------------- |
| 2004               | Ámsterdam (Países Bajos) | Medalla de plata   | Concurso por equipos |
| 2006               | Volos (Grecia)           | Medalla de plata   | Salto de potro       |